# Orthetrum icteromelas
Orthetrum icteromelas é uma espécie de libelinha da família Libellulidae. 
Pode ser encontrada nos seguintes países: Angola, Botswana, Camarões, Chade, República Democrática do Congo, Costa do Marfim, Gâmbia, Gana, Guiné, Quénia, Madagáscar, Malawi, Maurícia, Moçambique, Namíbia, Nigéria, Serra Leoa, África do Sul, Sudão, Tanzânia, Togo, Uganda, Zâmbia, Zimbabwe e possivelmente em Burundi.
Os seus habitats naturais são: florestas subtropicais ou tropicais húmidas de baixa altitude, matagal árido tropical ou subtropical, matagal húmido tropical ou subtropical e rios. 